# Christoph Wieschke
Christoph Wieschke (* 1971 in Berlin-Köpenick) ist ein deutscher Schauspieler.
Christoph Wieschke wuchs in Berlin-Friedrichshagen auf. Er erlernte zunächst den Beruf des Werkzeugmachers, studierte dann jedoch Schauspiel am Max-Reinhardt-Seminar in Wien.
Es folgten Engagements am Pfalztheater Kaiserslautern (1995–1997), am Staatstheater Karlsruhe (1997–1999), am Saarländischen Staatstheater Saarbrücken (1999–2002), an den Schauspielbühnen Stuttgart (2002–2009) und am Salzburger Landestheater (seit Mitte 2009).
Neben seinen Engagements als Schauspieler arbeitet Wieschke als Sprecher und führt Regie.

## Filmografie
- 1991: Jugend ohne Gott
- 2007: Ein Fall für B.A.R.Z.
- 2007: Aktenzeichen xy ungelöst
- 2008: Verbotene Liebe (Folge 3306 und 3307)
- 2008: Zum Reheck (Kurzfilm)
- 2008: Schuldhaft (Kurzfilm)
- 2009: Rot Gold Schwarz (Kurzfilm)
- 2009: Bloch
- 2010: Der Verkäufer
- 2012: Sprachlos (Kurzfilm)
- 2013: GEZE Tour (Imagefilm)